# Anyphops alticola
Anyphops alticola là một loài nhện trong họ Selenopidae.
Loài này thuộc chi Anyphops. Anyphops alticola được George Newbold Lawrence miêu tả năm 1940.